# Roemeense Sociale Partij
De Roemeense Sociale Partij (Roemeens: Partidul Social Românesc, PSRo) is een Roemeense politieke partij, opgericht op 9 maart 2015 door de voormalig PSD voorzitter Mircea Geoană. Na de presidentsverkiezingen van 2014, waarbij Victor Ponta van de PSD werd verslagen, riep Geoană op tot een zelfonderzoek binnen de PSD. Vervolgens werden hij samen met burgemeester van Boekarest-sector 5 Marian Vanghelie en Dan Şova op en PSD congres op 27 november 2014 met overgrote meerderheid van de stemmen, voor een tweede keer, uit de partij gezet.
Op 1 februari kondigde Geoană, samen met Marian Vanghelie het project "Ons Roemenië" aan. Een zogezegd nieuw sociaaldemocratisch project dat staat voor professionalisme, patriottisme, integriteit, participatie en vooruitgang. Op 9 maart werd de Roemeense Sociale Partij officieel opgericht. Marian Vanghelie werd echter kort daarna beschuldigd van corruptie en verliet de partij, evenals zijn vriendin en PSRo initiatiefneemster senator Oana Mizil. Geoană bagataliseerde vervolgens de rol van Vanghelie bij de oprichting en verwees journalisten naar het statuut van de partij.
De PSRo heeft bij zijn oprichting vier parlementariërs (Scarlat Iriza, Liliana Ciobenu, Maria Dragomir en Balosin Florentin Gust) en twee senatoren (Dan Tătaru en Mircea Geoană) meegenomen. De partij wist bij de regionale verkiezingen van 2016 nog wel enkele kandidaten naar voren te schuiven maar kreeg nergens voet aan de grond. De partij deed niet mee aan de landelijke verkiezingen en leid sindsdien een slapend bestaan.
Alliantie van Liberalen en Democraten · Alliantie voor de Unie van Roemenen · Democratisch-Liberale Partij · Democratische Unie van Hongaren in Roemenië · Groot-Roemeniëpartij · Humanistischekrachtpartij · Nationale Democratische Partij · Nationaal-Liberale Partij · Nationale Christen-Democratische Boerenpartij · Nationale Unie voor de vooruitgang van Roemenië · Nieuwegeneratiepartij · Nieuwe Republiek · Noua Dreaptă · M10 · Partij Verenigd Roemenië · Red Roemenië-Unie · Roemeense Sociale Partij · Sociaaldemocratische Partij · Partijen van etnische minderheden · Volksbewegingspartij